# Иваницкая, Татьяна Анатольевна
Татьяна Анатольевна Иваницкая (род. 28 декабря 1946 , Москва) — советская балерина и актриса, наиболее известна по исполнению роли Тани Щукиной в фильме «Адъютант его превосходительства».

## Биография
Окончила Московское хореографическое училище. Работала в балете Русского народного хора имени Пятницкого. После съёмок в фильме «Адъютант его превосходительства» в 1969 году продолжила карьеру балетной танцовщицы. В 1985 году снялась ещё в одном фильме — «Танцы на крыше». Окончила факультет экономики и организации театрального дела ГИТИС, работала помощником президента Международной ассоциации музыкальных деятелей.